# Римско-католическая духовная семинария в Саратове
Римско-католическая духовная семинария в Саратове — католическая высшая духовная семинария, действовавшая в 1857—1917 годах как семинария Тираспольской католической епархии с фактическим центром в Саратове.
Открытие в Саратове духовной семинарии для Тираспольской римско-католической епархии было утверждено императором Александром II в феврале 1856 года.
После того, как были улажены все организационные вопросы, в январе 1857 года образовательное учреждение было открыто и освящено. Первым ректором был назначен Ф. Цоттман. Преподаватели были приглашены из семинарий в Вильно, Житомире, Ковно и Минске.
С 1867 года учреждение располагалось на улице Малой Сергиевской (ныне Мичурина). Это была одна из двух действующих на территории Российской империи подобных семинарий — вторая располагалась в Санкт-Петербурге.
Обучение в семинарии было платным и составляло 120—150 рублей в год. Бедных семинаристов принимали бесплатно. Два лучших выпускника семинарии ежегодно направлялись в Санкт-Петербургскую католическую духовную академию.
В 1881 г. количество семинаристов составило 120 человек. Всего за период существования семинарии ее закончили 244 выпускников.
Закрыта советской властью после революции 1917 года. Здание не сохранилось.